# Турбуря (Вилча)
Турбуря (рум. Turburea) — село у повіті Вилча в Румунії. Входить до складу комуни Гредіштя.
Село розташоване на відстані 183 км на захід від Бухареста, 47 км на південний захід від Римніку-Вилчі, 62 км на північ від Крайови.

## Населення
За даними перепису населення 2002 року у селі проживали 355 осіб, усі — румуни. Усі жителі села рідною мовою назвали румунську.